# Februari 2014
Dit artikel geeft een chronologisch overzicht van de belangrijkste gebeurtenissen per dag van de maand februari in het jaar 2014.

## Gebeurtenissen

### 1 februari
- Bombardementen van de Syrische luchtmacht in de Noord-Syrische stad Aleppo kosten volgens het Syrische Observatorium voor de Mensenrechten aan ten minste 85 mensen het leven.[1]
- De vulkaan Sinabung op Sumatra barst uit met tientallen doden en gewonden als gevolg. Ruim 20.000 mensen worden geëvacueerd.[2]

### 3 februari
- Een blik met knikkers van Anne Frank komt tevoorschijn. Het stond sinds 1942 bij een toenmalig buurmeisje aan het Merwedeplein in de kast.

### 4 februari
- Een storm zorgt voor wateroverlast in het zuiden van Frankrijk, het Verenigd Koninkrijk en Ierland.

### 5 februari
- In een rapport uiten de Verenigde Naties scherpe kritiek op het Vaticaan omdat het jarenlang het seksueel misbruik van kinderen heeft toegedekt, en zo medeverantwoordelijk is.
- In verschillende steden in Bosnië en Herzegovina wordt geprotesteerd tegen de corruptie en hoge werkloosheid, in Sarajevo wordt het presidentieel paleis in brand gestoken en in Tuzla treedt de deelregering af.
- Bij verschillende aanslagen in de Iraakse hoofdstad Bagdad vallen minstens negentien doden en dertig gewonden.
- In de Argentijnse hoofdstad Buenos Aires komen zeven reddingswerkers, onder wie vijf brandweermannen, om bij een brand in een opslagplaats.
- In de Amerikaanse staten New York en New Jersey wordt opnieuw de noodtoestand afgekondigd naar aanleiding van een nieuwe sneeuwstorm in het noordoosten van de Verenigde Staten. (Lees meer)
- De Italiaanse marine redt meer dan 1000 vluchtelingen, verdeeld over zes boten, van zee ten zuiden van het eiland Lampedusa.

### 7 februari
- In Sotsji, Rusland, worden de XXIIe Olympische Winterspelen geopend. De Spelen duren tot en met 23 februari.[3]
- In de plaats Bontoc in het noorden van de Filipijnen, midden in de Cordillera Central, stort een bus in een ravijn. Minstens veertien inzittenden komen om het leven, onder wie een Nederlandse.

### 8 februari
- Op de spoorlijn Nice - Digne-les-Bains in Zuid-Frankrijk wordt een reizigerstrein getroffen door een rotsblok ter grootte van een personenauto. Er vallen twee doden, het treinstel blijft  hangen boven een ravijn.
- Als gevolg van storm en overvloedige regen komen er grote stukken land in Zuidwest-Engeland (o.a. in Somerset) onder water te staan. Ook worden op zeker twee plaatsen de rails van spoorlijnen langs de kust weggespoeld, waardoor het treinverkeer naar Cornwall wordt onderbroken.
- Minstens twaalf mensen komen om en 130 mensen raken gewond bij een brand in een hotel in de stad Medina (Saoedi-Arabië).

### 9 februari
- In het zuidoosten van Australië breken opnieuw bosbranden uit door de hitte. In de staat Victoria loopt de temperatuur op tot 40 graden Celsius.
- Bij een referendum in Zwitserland stemt 50,3% voor de inperking van "massa-immigratie" en voor buitenlanderquota's, meer bepaald met betrekking tot werknemers uit de Europese Unie. Het referendum werd georganiseerd op verzoek van de rechtse Zwitserse Volkspartij.
- Judoka Linda Bolder wint in Parijs de prestigieuze Grand Slam. De 25-jarige Bolder is in de finale van de klasse tot 70 kilogram met een ippon te sterk voor de Française Fanny Posvite. Op de erelijst in Parijs volgt ze Kim Polling op, die vorig jaar het goud pakte op het befaamde judotoernooi.

### 10 februari
- Op de Olympische Winterspelen in Sotsji wint Michel Mulder, als eerste Nederlander in de geschiedenis, goud op de 500 meter schaatsen. Hij blijft landgenoot Jan Smeekens met 0,012 seconde voor. Mulders tweelingbroer Ronald wint het brons.
- Het lichaam van de Nederlandse oud-minister Els Borst wordt gevonden in haar woning in Bilthoven. Uit onderzoek blijkt dat zij waarschijnlijk om het leven is gebracht. Borst was van 1984 tot 1992 minister van Volksgezondheid in de kabinetten-Kok en bracht onder andere een wettelijke regeling van de euthanasie tot stand.

### 11 februari
- De rechtbank in Almelo veroordeelt de omstreden Nederlandse neuroloog Ernst Jansen Steur tot drie jaar cel. Hem wordt onder andere verweten dat zijn handelen een patiënt tot zelfmoord heeft gedreven.
- In het noordoosten van Algerije verongelukt een C-130 Hercules. 77 inzittenden, voornamelijk militairen en hun familieleden, komen om het leven. Er is 1 overlevende van de ramp.

### 12 februari
- De Nederlandse Tweede Kamer verwerpt een motie van wantrouwen tegen minister van Binnenlandse Zaken Ronald Plasterk inzake onjuiste communicatie over het verzamelen van gegevens door de NSA, de AIVD en de MIVD.

### 13 februari
- Op Oost-Java in Indonesië barst de vulkaan Kelud uit. Drie internationale luchthavens, bij Jogjakarta, Soerabaja en Surakarta, worden gesloten wegens de as die vrij komt.
- In China wordt een fossiel ontdekt van een Chaohusaurus die aan het bevallen is. Dit is tot nu toe het oudste fossiel van een reptiel dat aan het bevallen is dat men gevonden heeft.

### 14 februari
- In Italië valt het kabinet-Letta na minder dan een jaar regeren.

### 15 februari
- In Donetsk haalt de Fransman Renaud Lavillenie bij het indoor polsstokhoogspringen een hoogte van 6,16 meter en verbreekt daarmee het 21 jaar oude wereldrecord van Sergey Bubka.

### 16 februari
- Jorien ter Mors wint in een nieuw olympisch record de gouden medaille op de 1500 meter bij het langebaanschaatsen. De andere Nederlandse deelneemsters (Ireen Wüst, Lotte van Beek en Marrit Leenstra) worden respectievelijk tweede, derde en vierde. De Olympische Winterspelen in Sotsji zijn de succesvolste spelen ooit voor Nederland.

### 17 februari
- Bij een zware sneeuwstorm in Japan vallen minstens 23 doden.

### 18 februari
- De in november 2013 begonnen pro-westerse Euromaidan-protesten escaleren in gewelddadige confrontaties tussen demonstranten en binnenlandse troepen op het Onafhankelijkheidsplein in de Oekraïense hoofdstad Kiev en leiden tot zeker 25 doden en meer dan 400 gewonden. Het is het begin van de Revolutie van de Waardigheid.

### 20 februari
- Na drie dagen van gevechten is er weer relatieve rust in Kiev. Het aantal dodelijke slachtoffers wordt geschat op circa honderd. Ook in andere steden in Oekraïne, onder meer in Lviv, zijn er protesten tegen het bewind van president Viktor Janoekovitsj.
- Facebook gaat WhatsApp overnemen voor 16 miljard dollar (11,6 miljard euro). De Telegram-app, een alternatieve Instant messaging-applicatie, krijgt er binnen een dag een half miljoen gebruikers bij.

### 21 februari
- De Nederlands-Marokkaanse kickbokser Badr Hari wordt veroordeeld tot anderhalf jaar gevangenisstraf, waarvan een half jaar voorwaardelijk, wegens een negental geweldsdelicten. Het Openbaar Ministerie, dat vier jaar cel had geëist, gaat in hoger beroep.

### 22 februari
- Een voor Nederland succesvol olympisch toernooi eindigt met een dubbele triomf: zowel de mannen als de vrouwen winnen goud op de ploegenachtervolging. Ireen Wüst wint haar vierde gouden medaille en passeert Inge de Bruijn als succesvolste Nederlandse olympische sporter. Sven Kramer behaalt zijn derde olympische titel.
- Nadat president Viktor Janoekovitsj van Kiev naar Charkov is gevlucht, stemt het Oekraïense parlement in met het afzetten van de president en organisatie van presidentsverkiezingen op 25 mei 2014. Joelia Tymosjenko wordt vrijgelaten uit de gevangenis.

### 23 februari
- Het Oekraïense parlement benoemt parlementsvoorzitter Oleksandr Toertsjynov tot waarnemend president.

### 24 februari
- Op het strand van Vlieland spoelt een levende gevlekte toonhaai aan. Het dier is uitgeput en gewond aan zijn snuit.

### 27 februari
- In Oekraïne benoemt het parlement Arseni Jatsenjoek tot premier van een overgangsregering.
- De NASA ontdekt 715 nieuwe planeten. Daarmee is het de grootste astronomische ontdekking ooit.
- De nieuwe-generatie-weersatelliet Global Precipitation Measurement Core Observatory wordt vanaf de lanceerbasis Tanegashima in Japan met een H-IIA-draagraket gelanceerd.

### 28 februari
- Na de pro-Europese antiregeringsprotesten in Oekraïne, bekend als Euromaidan, en de daaropvolgende machtswisseling ontwikkelt zich een crisis op de Krim doordat Russische troepen strategische posities innemen op de Krim.
- De Amerikaanse staat Californië wordt geteisterd door zware regenval en overstromingen.
- Drie mensen komen om wanneer een Duitse reddingshelikopter tijdens een oefening in de Oostzee neerstort nabij het schiereiland Zingst.

## Overleden
<< · januari · februari · maart · april · mei · juni · juli · augustus · september · oktober · november · december · >>